# 刺芒柄花素
刺芒柄花素（英語：Formononetin）是一种植物雌激素，化学结构为O-甲基化的大豆苷元（一种异黄酮），在紅菽草（学名：Trifolium pratense）等植物中有发现。